# 47044 Mcpainter
47044 Mcpainter este un asteroid din centura principală de asteroizi.

## Descriere
47044 Mcpainter este un asteroid din centura principală de asteroizi. A fost descoperit pe 16 noiembrie 1998 la Fair Oaks Ranch de John V. McClusky. Asteroidul prezintă o orbită caracterizată de o semiaxă mare de 2,60 ua, o excentricitate de 0,16 și o înclinație de 13,0° în raport cu ecliptica.